# Johannes Andreas Grib Fibiger
Johannes Andreas Grib Fibiger (Silkeborg, 23 aprile 1867 – Copenaghen, 30 gennaio 1928) è stato un medico danese.
Ha vinto il Premio Nobel per la medicina nel 1926.

## Carriera
Fu direttore dell'Istituto di anatomia patologica di Copenaghen, e concentrò le sue ricerche sullo studio delle neoplasie. Scopritore dello Spiroptera carcinoma, nematoda che secondo i suoi primi studi sarebbe causa dell'insorgenza di malattie tumorali. Suoi studi successivi dimostrarono però l'infondatezza di questa affermazione, per la quale ottenne comunque il Premio Nobel nel 1926.